# Drave printanière
Draba verna
Espèce
Draba verna (synonyme ancien Erophila verna), la drave printanière, est une espèce de plantes herbacées de la famille des Brassicacées.

## Phytonymie

### Étymologie
Le nom scientifique Draba vient du grec drabé, « âcre », allusion à l'âcreté du suc de quelques espèces de ce genre. L'épithète verna désigne le printemps.

### Noms vernaculaires
Cette plante porte plusieurs noms vernaculaires : drave du printemps, petite bourse à berger, cresson oriental.

## Description

### Appareil végétatif

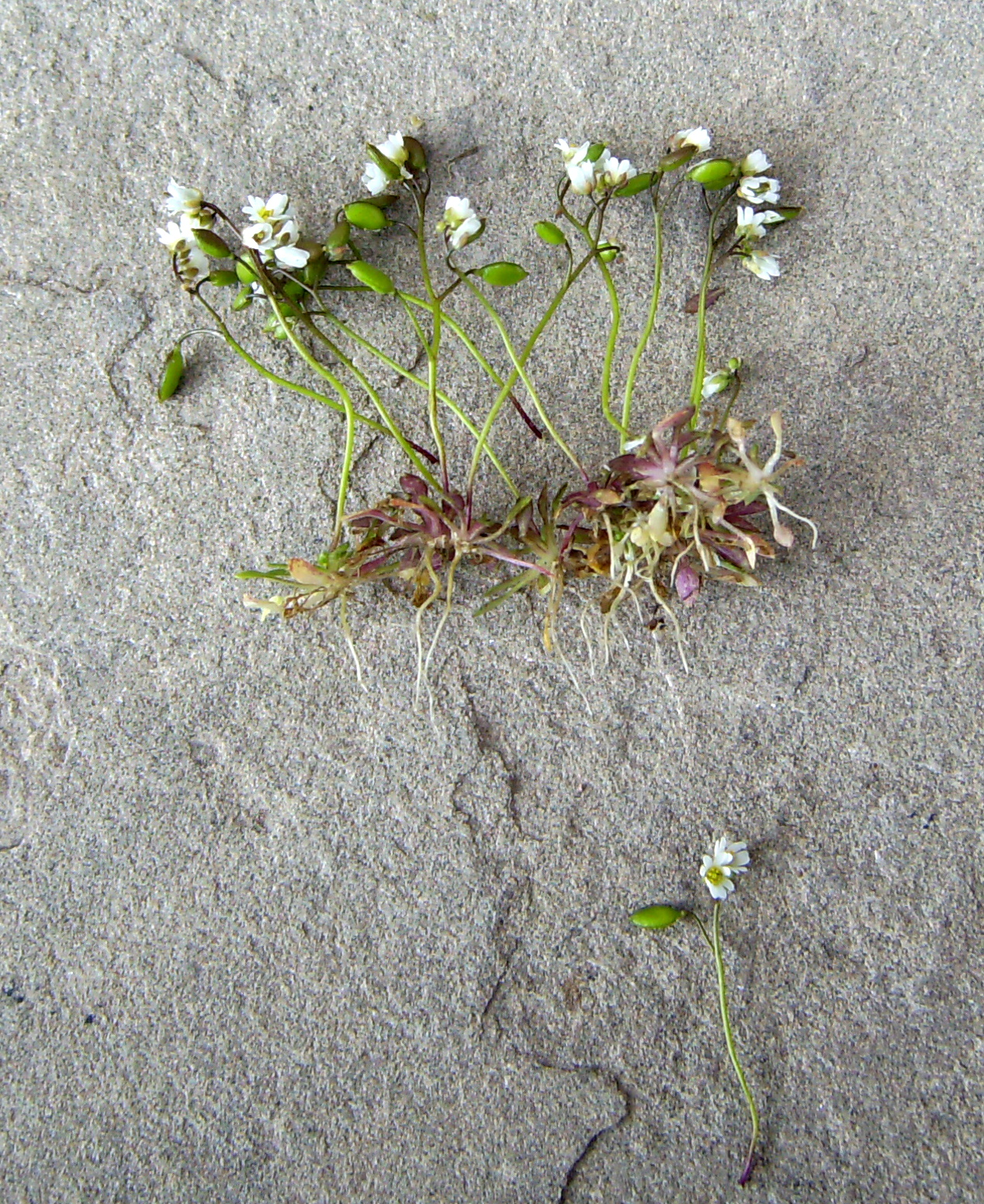
Un tapis de draves arraché pour montrer les racines grêles.

Cette drave est une plante annuelle à racines très courtes, ce qui la distingue de toutes les autres draves. Plante rase, elle germe en automne mais n'a pas de tige développée, développant seulement une hampe florale. Les feuilles (1-1,5 cm de moyenne) non pétiolées, sont entières, lancéolées-spatulées ou linéaires, non rigides, avec une base en coin et parfois 1 à 2 dents à la pointe. Elles ont un limbe mince, avec un bord ondulé et un sommet obtus. Leurs deux faces sont glabrescentes. Elles sont toutes strictement en rosette basale, d'où part une hampe florale verte (parfois confondue avec une tige) de 4-12 cm, parfois rougeâtre ou pourprée, poilue à la base (couverte de poils étoilés à 2/3 ou 4 branches, ces trichomes stellés étant caractéristiques), glabre dans sa partie supérieure.

### Appareil reproducteur
La floraison éphémère qui donne des boutons floraux globuleux, va de février à mai (dès le mois de janvier lorsque l'hiver est doux). La hampe est terminée par une grappe courte composée de fleurs (3-6 mm de large) actinomorphes dotées de 4 pétales (1-4 mm) disposés en croix (caractéristique de la famille) bifides ou bipartites et plus longs que les quatre sépales verts (appliqués sur les pétales) du calice pubescent. La corolle est blanche lavée de pourpre. L'androcée est composé de 6 étamines d'un vert anis, groupées en deux verticilles (quatre internes plus courts que les deux latéraux externes munis de nectaires à la base), à anthères jaune pâle ou vif. La pollinisation est entomophile mais le taux d'allogamie est faible car la floraison précoce limite le nombre d'insectes pollinisateurs, si bien que la majorité des sous-espèces se reproduisent par autopollinisation. L'ovaire supère se compose de deux carpelles et d'un style persistant très court. La grappe fructifère courte et lâche, à pédicelles grêles étalés-dressés, donne naissance à des silicules (5-12 mm) vertes, latiseptées, elliptiques à obovales ou suborbiculaires, glabres, contenant de nombreuses graines brunes aplaties de 0,5 mm dans chaque valve. Le mode de dissémination est anémochore.
La plante pratique la nyctinastie : la fleur s'ouvre le matin et se ferme complètement le soir ; elle fait de même par temps humide ou très nuageux. La nyctinastie a un impact positif sur la croissance mais peut, par le processus d'exaptation, jouer un rôle de défense contre les herbivores la nuit, sachant que les principaux consommateurs de ces fleurs, les limaces et les chevreuils, sont surtout actifs de nuit.

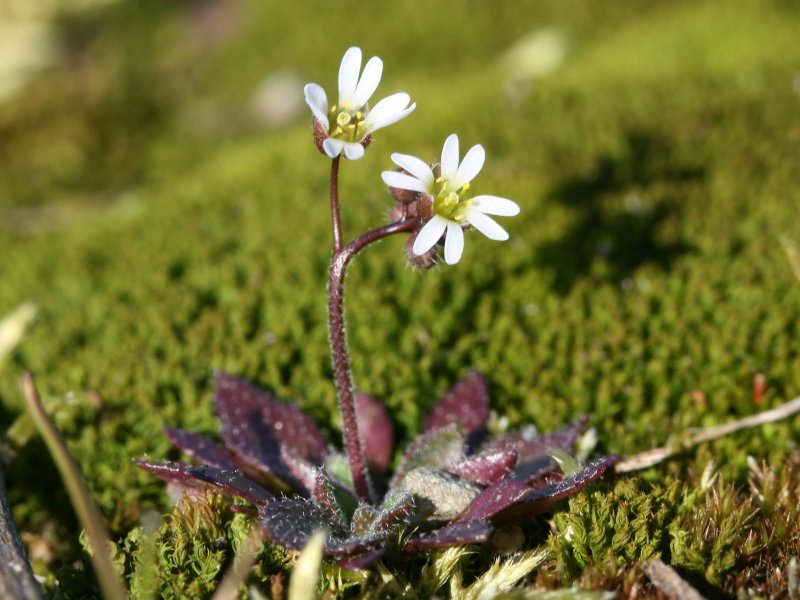
Rosette basale et hampe.
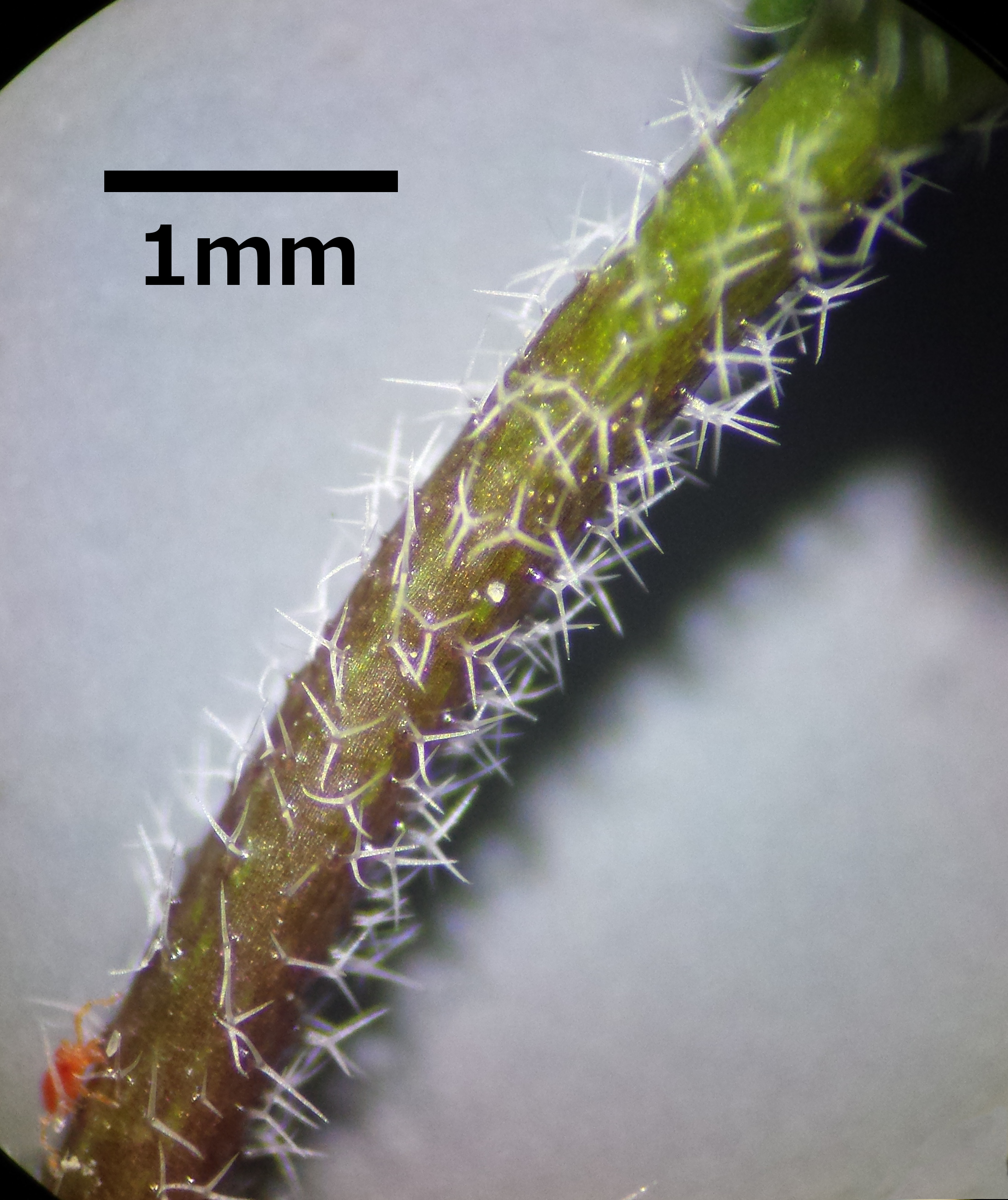
Trichomes stellés.
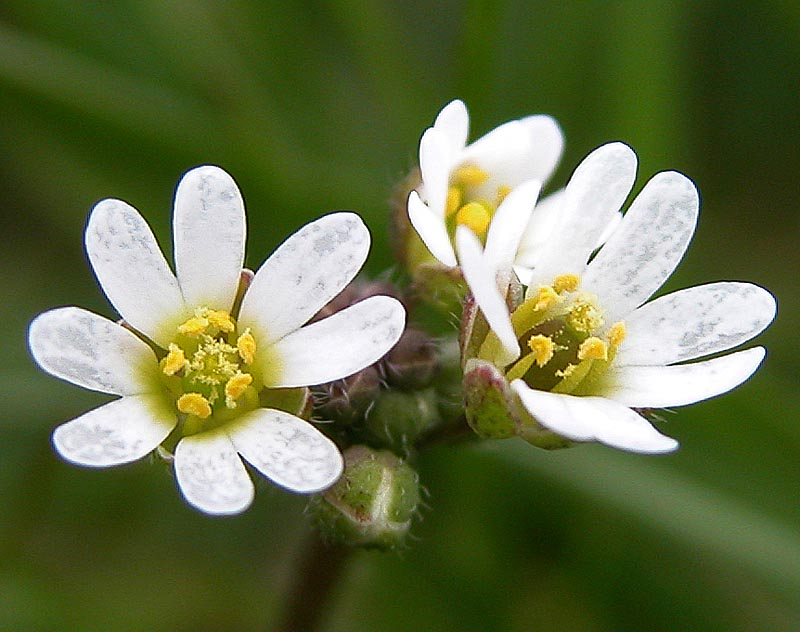
Macrophotographie de fleurs.
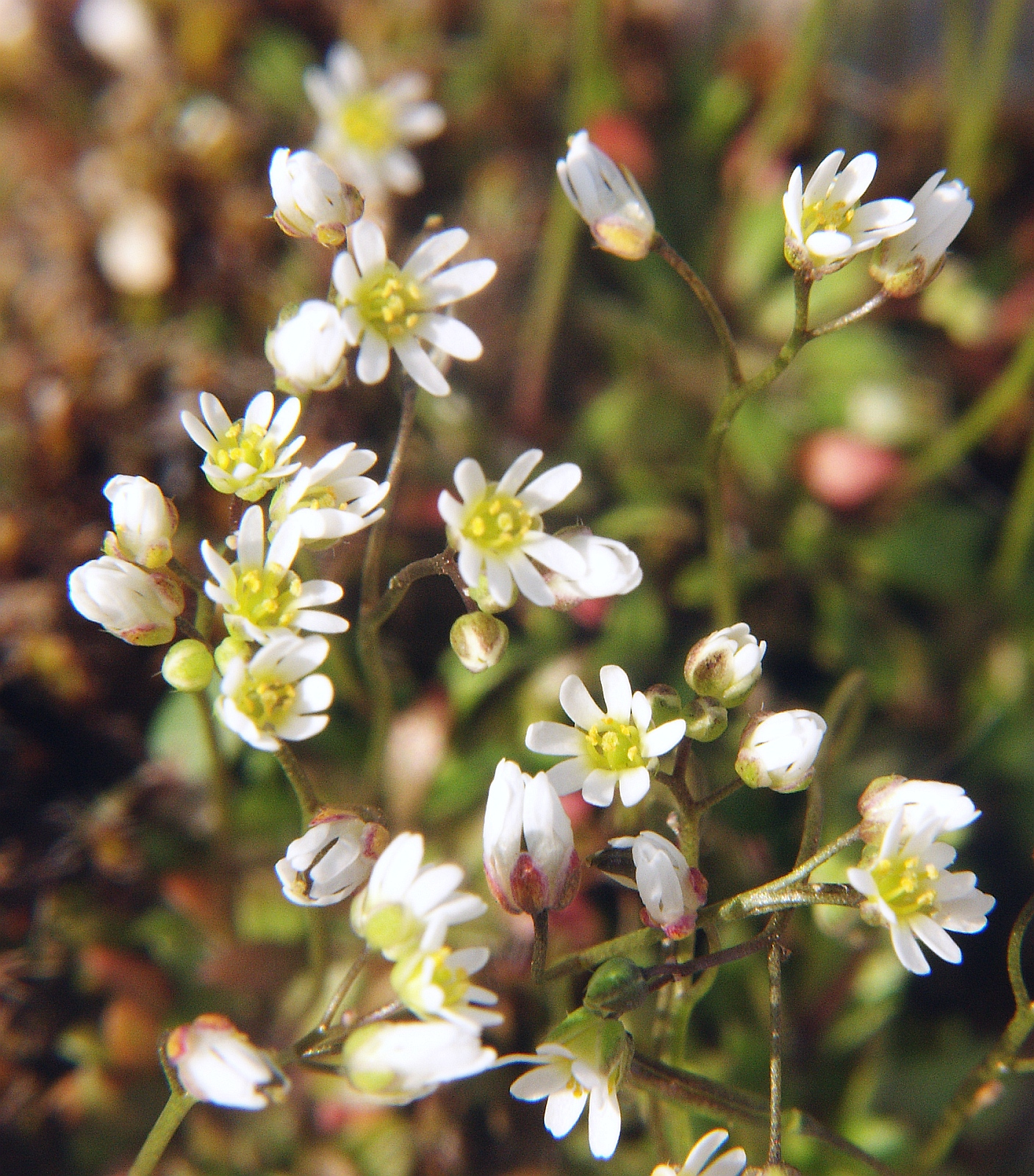
Inflorescence.
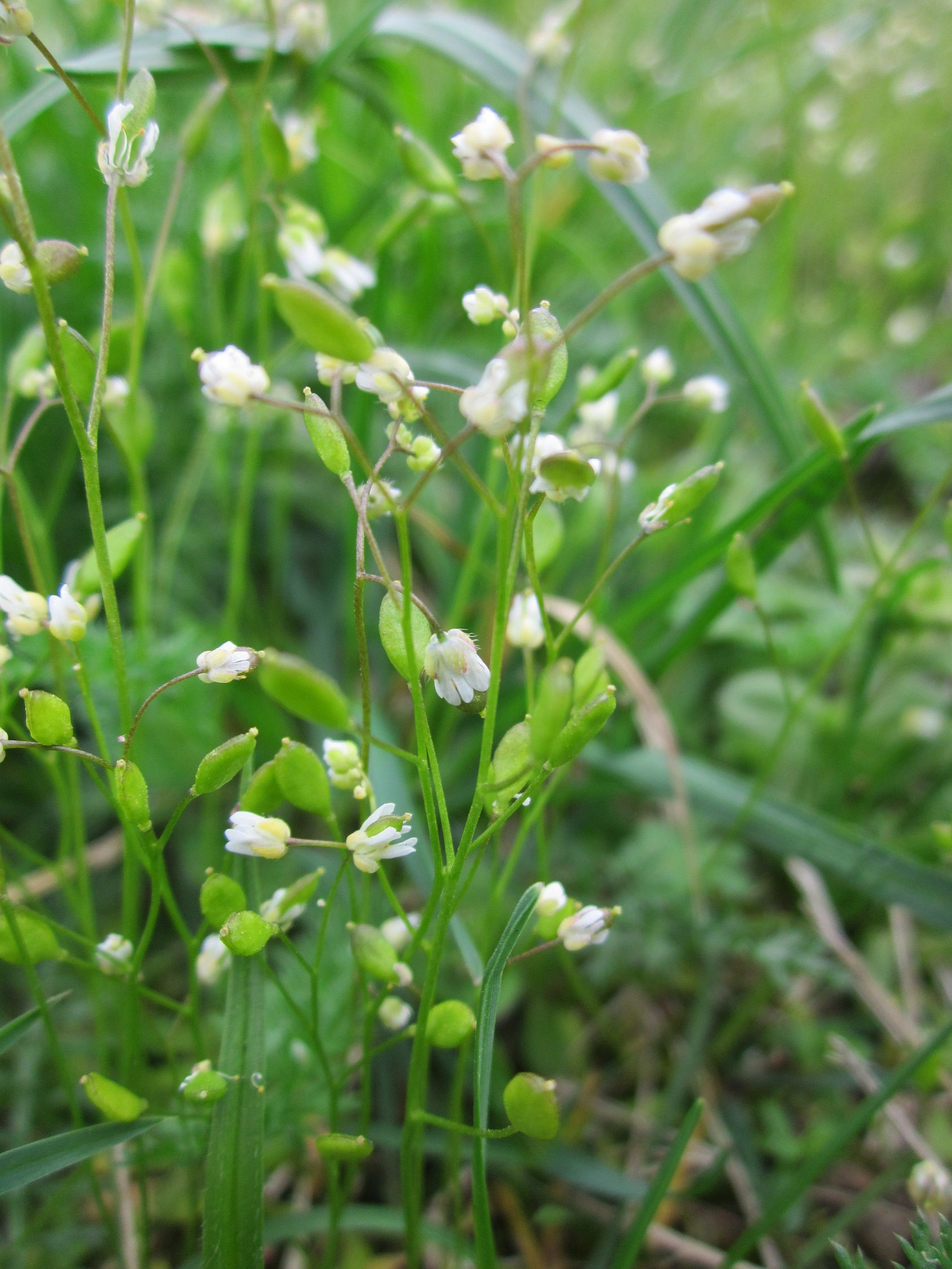
Inflorescence et infrutescence.
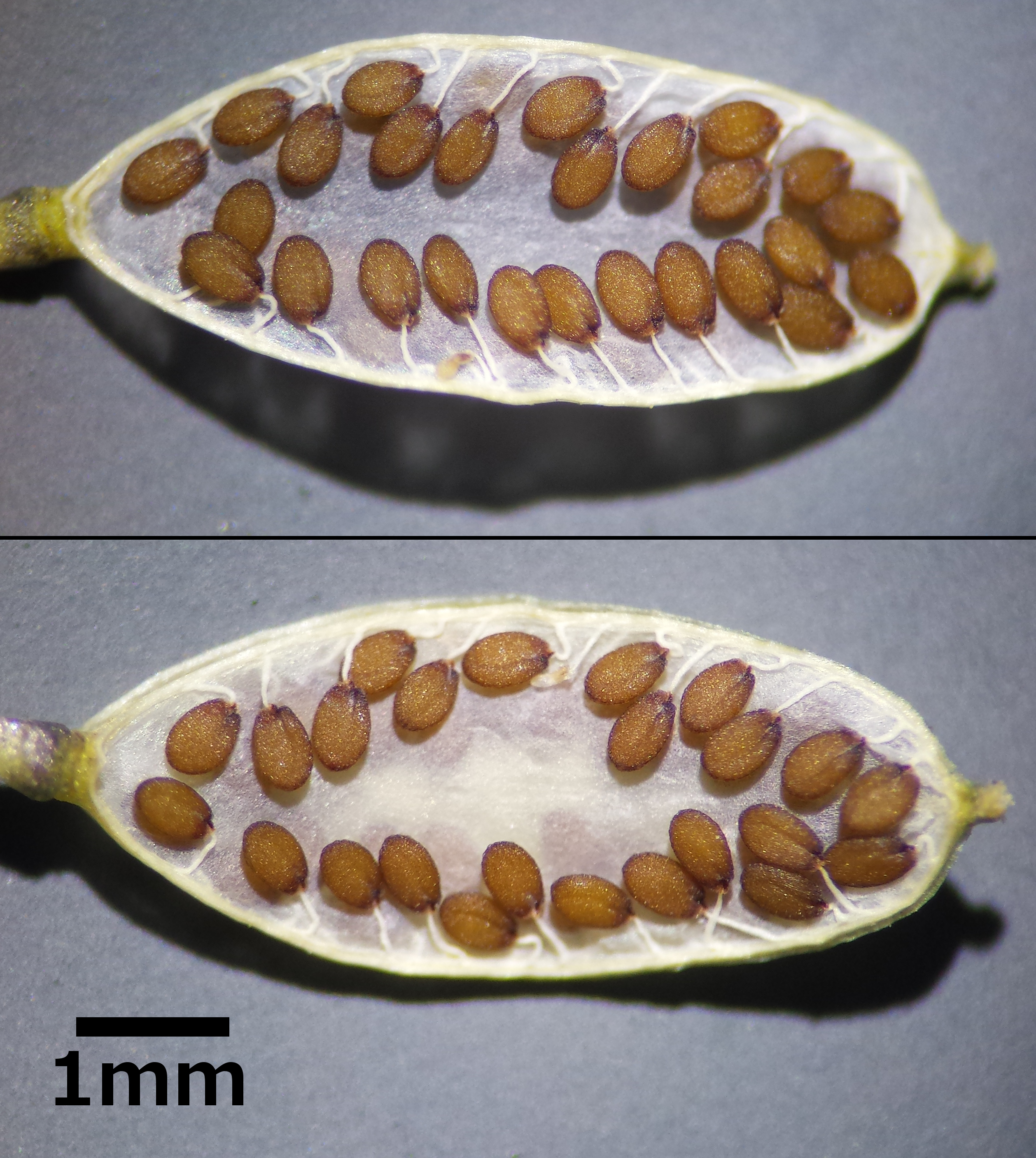
Graines dans une valve ouverte.

## Habitat et distribution
Espèce polymorphe aux microtaxons autogames (200 descriptions de sous-espèces par le botaniste Alexis Jordan), cette drave est une plante pionnière des sols riches en bases (espace rudéral : chemins secs, friches et remblais, prairies surpâturées et sèches, vignes, gazons et trottoirs urbains où elle est associée à la Saxifrage à trois doigts, à l'Arabette des Dames, au Céraiste à 5 étamines ; vieux murs, bord des haies) et ubiquiste. Cette thérophyte est en réalité pré-vernale, psammophile à saxicole, caractéristique du Cystoptéridion et du Cardaminetea.

## Utilisations
Plante astringente et vulnéraire, elle était jadis préconisée en médecine traditionnelle pour soigner les infections de la peau, étant réputée notamment pour guérir les panaris, d'où le nom vulgaire anglais Withlow (Panaris) et allemand Nàgelkraut (Plante-des-ongles). 
Les feuilles de la plante sont comestibles, quoique de taille extrêmement réduite. Leur goût est à peine piquant, car elle est moins riche en glucosinolates que les autres Brassicacées.

## Risque de confusions

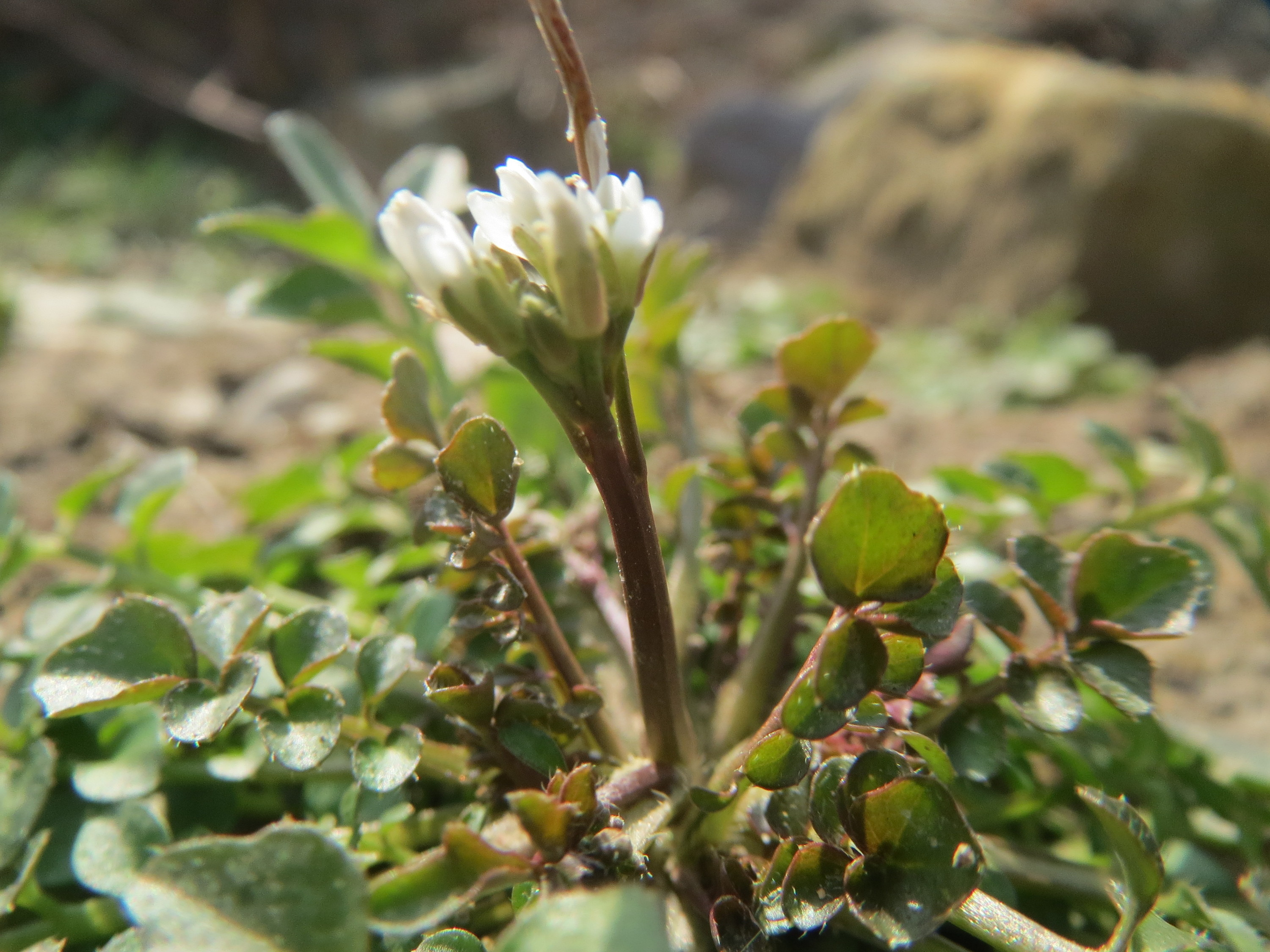
La Cardamine hirsute a une rosette de feuilles imparipennées.
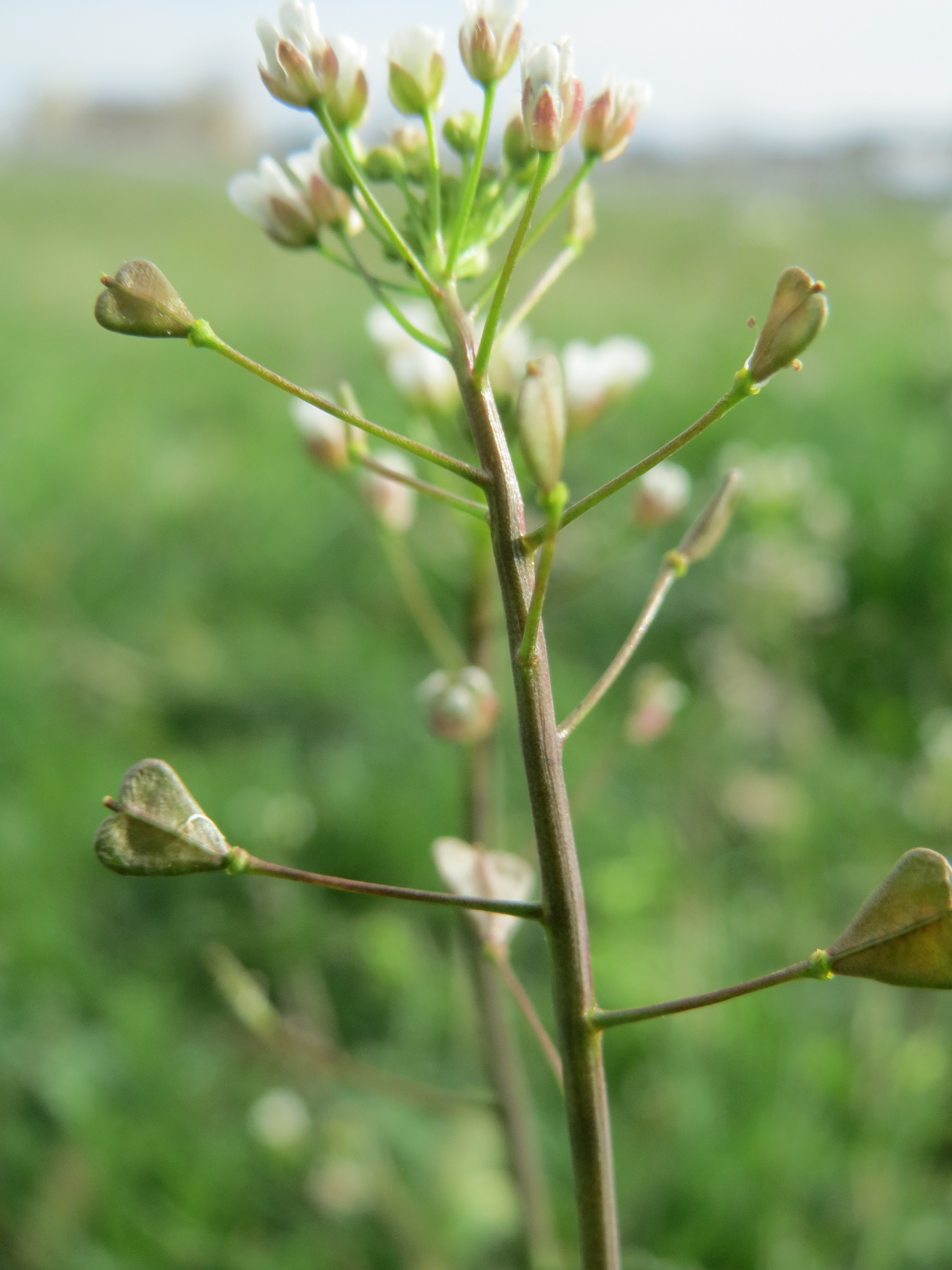
La Bourse à pasteur  a des silicules en forme de cœur.
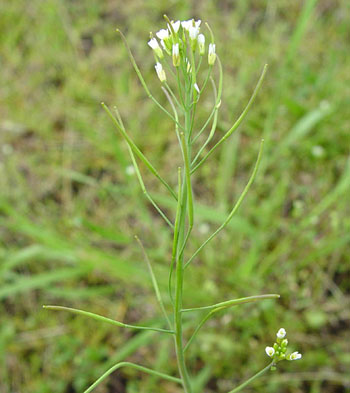
L'Arabette des dames a des siliques allongés.
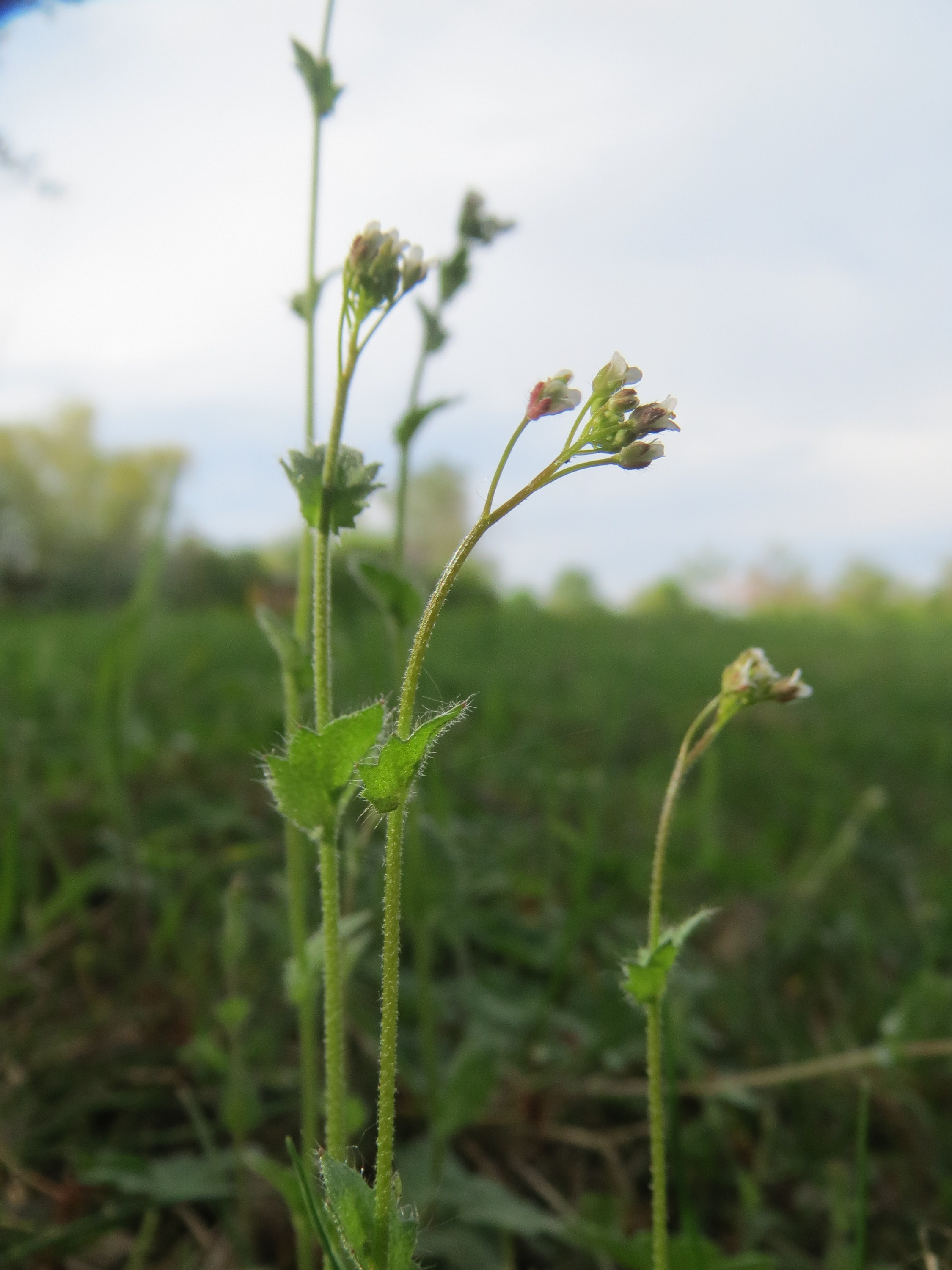
La Drave des murs a des feuilles dentées, les caulinaires embrassant la tige.

## Sous-espèce
Selon NCBI (9 mars 2021) :
- Erophila verna subsp. spathulata